# Isocombrétastatine A-4
 (mars 2023).
La mise en forme du texte ne suit pas les recommandations de Wikipédia : il faut le « wikifier ».
Les points d'amélioration suivants sont les cas les plus fréquents. Le détail des points à revoir est peut-être précisé sur la page de discussion.
- Les titres sont pré-formatés par le logiciel. Ils ne sont ni en capitales, ni en gras.
- Le texte ne doit pas être écrit en capitales (les noms de famille non plus), ni en gras, ni en italique, ni en « petit »…
- Le gras n'est utilisé que pour surligner le titre de l'article dans l'introduction, une seule fois.
- L'italique est rarement utilisé : mots en langue étrangère, titres d'œuvres, noms de bateaux, etc.
- Les citations ne sont pas en italique mais en corps de texte normal. Elles sont entourées par des guillemets français : « et ».
- Les listes à puces sont à éviter, des paragraphes rédigés étant largement préférés. Les tableaux sont à réserver à la présentation de données structurées (résultats, etc.).
- Les appels de note de bas de page (petits chiffres en exposant, introduits par l'outil «  Source ») sont à placer entre la fin de phrase et le point final[comme ça].
- Les liens internes (vers d'autres articles de Wikipédia) sont à choisir avec parcimonie. Créez des liens vers des articles approfondissant le sujet. Les termes génériques sans rapport avec le sujet sont à éviter, ainsi que les répétitions de liens vers un même terme.
- Les liens externes sont à placer uniquement dans une section « Liens externes », à la fin de l'article. Ces liens sont à choisir avec parcimonie suivant les règles définies. Si un lien sert de source à l'article, son insertion dans le texte est à faire par les notes de bas de page.
- La présentation des références doit suivre les conventions bibliographiques. Il est recommandé d'utiliser les modèles {{Ouvrage}}, {{Chapitre}}, {{Article}}, {{Lien web}} et/ou {{Bibliographie}}. Le mode d'édition visuel peut mettre en forme automatiquement les références.
- Insérer une infobox (cadre d'informations à droite) n'est pas obligatoire pour parachever la mise en page.

Pour une aide détaillée, merci de consulter Aide:Wikification.
Si vous pensez que ces points ont été résolus, vous pouvez retirer ce bandeau et améliorer la mise en forme d'un autre article.
 (décembre 2023).
L’isocombrétastatine A-4 est une molécule naturelle appartenant à la classe des stilbènes qui présente des propriétés anti-cancéreuses démontrées à l’aide d’une méthode utilisant des nanoparticules multifonctionnelles. Découverte en 2007, elle est isolée de la combrétastatine A-4 (en), elle est composée de deux noyaux aromatiques A et B reliés par un carbone sp2.

## Histoire
Isolée en 1989 du petit saule africain Combretum Caffrum (en), la combrétastatine A-4 présente un potentiel cytotoxique pour une grande variété de cellules cancéreuses chez l’être humain. Elle est aussi utilisée pour son activité d’inhibition de la polymérisation de la tubuline ainsi que pour interrompre les réseaux vasculaires qui se créent, dans le cadre de formation de tumeurs cancéreuses. Cependant, ce composé sous sa forme naturelle (isomère Z) se montre assez instable, dans le cadre de stockage, d’administration et de métabolisme. Elle peut alors s’isomériser sous la forme E, qui est moins active. À partir de 2005, les recherches dans le domaine de la chimie médicinale, se sont donc portées sur la synthèse d’isocombrétastatines afin de pouvoir contrôler cette instabilité en remplaçant cette double liaison (Z)-éthylène instable. En 2007, l’isocombrétastatine A-4, stilbène naturel, est découverte. Elle se montre plus stable et plus simple à synthétiser, tout en présentant des propriétés antitumorales similaires à la combrétastatine A-4. Un autre avantage est qu’elle présente un angle dièdre, entre le plan du noyau aromatique et celui de la liaison cis-méthylène, de 68°. Il est semblable à celui de la combrétastatine A-4, permettant une fixation spécifique sur le même site d’activité pour ces deux molécules.

## Fonctions biologiques

### Inhibition de la polymérisation de la tubuline
Les microtubules ont un rôle majeur dans différents phénomènes  biologiques notamment dans la mitose. Ils sont caractérisés par une structure filamenteuse ainsi que par la présence d’une polarité aux extrémités, qui est très importante dans leurs fonctions. Durant la mitose au sein des cellules eucaryotes, nous pouvons observer l’organisation du fuseau mitotique. Celui-ci va être composé de trois types différents de microtubules (polaires, astraux et kinétochoriens) qui vont jouer des rôles différents durant la phase appelée “interphase”, où l’on peut observer une séparation des chromosomes. À la fin du cycle cellulaire, nous pourrons donc observer la formation de deux cellules filles.

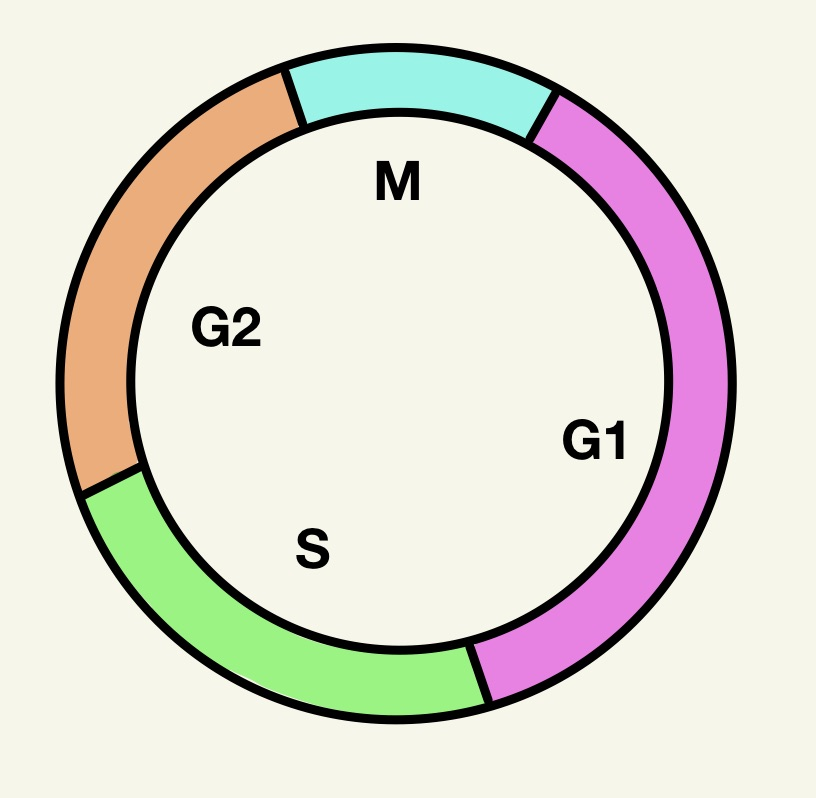
Schéma du cycle cellulaire - la mitose

L’isocombrétastatine A-4 va jouer le rôle d’inhibiteur en bloquant l’assemblage de la tubuline lors de la phase de nucléation au niveau des dimères de tubulines. Pour cela, elle se fixe principalement au niveau du site de liaison de la colchicine (alcaloïde très toxique qui inhibe la polymérisation des microtubules) provoquant une instabilité du réseau microtubulaire. Cette inhibition va provoquer l’arrêt du cycle cellulaire à la phase G2/M de la mitose qui mènera ensuite à un phénomène d’apoptose de la cellule cancéreuse.

### Destruction de la vascularisation tumorale
Des études ont montré l’action de l’isocombrétastatine A-4 dans la destruction de la vascularisation tumorale. Le développement d’une tumeur fait appel à de nombreux phénomènes comme notamment l’angiogenèse. L’angiogenèse correspond à la formation de nouveaux vaisseaux sanguins à partir de la vascularisation préexistante. Ces nouveaux vaisseaux jouent un rôle important dans la migration et le développement des cellules tumorales. Le ciblage spécifique de la vascularisation des cellules cancéreuses offre un angle d’approche intéressant dans le traitement anticancéreux.
L’isocombrétastatine A-4 par son action rapide et directe, permet de détruire ces nouveaux vaisseaux sanguins par des phénomènes de nécroses. Ce phénomène va aboutir à la mort du système vasculaire à l’origine de la migration et du développement des cellules cancéreuses. L’isocombrétastatine A-4 est ainsi utilisé dans différents traitements comme dans le traitement des cancers de l'ovaire, des tumeurs neuroendocrines, de certains cancers de la thyroïde et plus récemment, des gliomes multiformes.
L’isocombrétastatine A-4 est à l'origine d’un travail de l’ELLCC (Équipe Labellisée Ligue Contre le Cancer) qui a su démontrer l’activité anti vasculaire de cette molécule sur un modèle de xénogreffe de tumeurs humaines sur souris nude (souris utilisée en laboratoire présentant une mutation génétique). Au cours de cette étude il a été démontré que pour la souris traitée par l’isocombrétastatine A-4, on avait une absence de diffusion de l’agent de contraste au sein de la tumeur ce qui caractérise l’effet anti vasculaire de l’isocombrétastatine A-4 qui permet de détruire les nouveaux vaisseaux sanguins. L’autopsie de la souris 48 h après l’injection de l’isocombrétastatine A-4 a permis de montrer une nécrose de la tumeur à 90%.
Cette étude a également montré l’efficacité anticancéreuse de l’isocombrétastatine A-4, lorsque celui-ci est combiné à un antimétabolique. Le principe de cette étude a été de préparer des nano précipités contenant à la fois un antimétabolique et l’isocombrétastatine A-4. Ce couplage de deux espèces a permis d’obtenir un nanomédicament aux propriétés remarquables : forte stabilité, demi-vie plasmatique importante, biodisponibilité et distribution cellulaire importante. L’efficacité tumorale de ces nanomédicaments a été testée sur un modèle xénogreffe de tumeurs humaines sur des souris nudes. Ce nanomédicament a conduit à une régression tumorale de 93% chez la souris, résultat supérieur aux autres traitements disponibles.

## Voie de synthèse
Initialement, l’isocombrétastatine A-4 était synthétisée à partir d’une réaction de Wittig (réaction 4). Cette réaction se caractérise par l’addition d’un ylure de phosphore sur la fonction cétone, cette addition permet la formation d’un éthylène. L’isocombrétastatine A-4 pouvait également être synthétisée à partir d’une condensation d’un organolithien (réaction 2) sur une acétophénone. Cette condensation est ensuite suivie d’une déshydratation permettant d’obtenir l’isocombrétastatine A-4. Ces deux synthèses fonctionnaient bien chimiquement mais n’étaient pas les plus simples à réaliser.
D’autres voies de synthèse ont ensuite été découvertes. Ces synthèses (réactions 1 et 5) faisaient intervenir un couplage organométallique en présence de différents types de catalyseurs métalliques : palladium-cuivre ou fer-cuivre. Ces deux synthèses fonctionnaient bien chimiquement mais nécessitaient l'utilisation de réactifs organométalliques en quantités stoechiométriques, ce qui compliquait la réalisation de ces synthèses.
Très récemment, une nouvelle synthèse a été mise en place. Cette nouvelle synthèse (réaction 3) utilise la réaction des N-tosylhydrazones avec un halogénure aromatique. Cette réaction est catalysée par un complexe de palladium, qui permet d’obtenir un meilleur rendement.

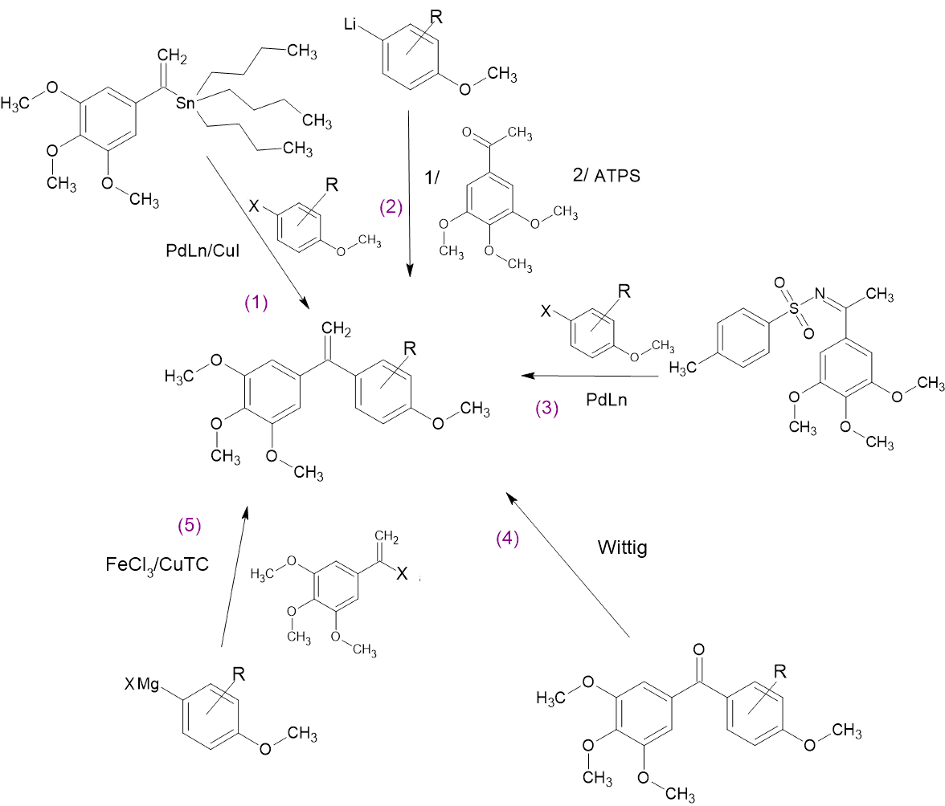
Différentes voies de synthèse de l'Isocombrétastatine A-4 (inspiré de la figure 24 de la référence)

## Dérivés
Les analogues de l’isocombrétastatine A-4 sont assez variés. Les isocombrétastatines possèdent un pharmacophore 1,1-diarylethylène qui fonctionne de la même manière que la molécule naturelle. Les expériences ont montré que le cycle B pouvait être remplacé par une large gamme d’hétérocycle. Le groupement OH porté par le C3’ n'est pas essentiel à son activité antitumorale et peut être remplacé par une multitude de substituants. Au contraire le groupement O-Me du C4’ est nécessaire à sa fonction et sa modification est possible mais peut conduire à une altération de sa fonction cytotoxique et antiproliferative.
La caractéristique structurale commune à ces composés est la présence du cycle A triméthoxyphényle, un élément structural indispensable à l’activité antitumorale et dont le remplacement ou la modification de ses substituants induit une perte d’activité biologique. Seul un substituant tel qu’un noyau hétérocyclique de type quinazoline ou quinoléine permet d’assurer sa fonction antitumorale.
Pour faciliter les comparaisons et l'établissement des effets, les valeurs de IC50 (concentration inhibitrice médiane) et d’IPT (inhibition de la polymérisation de la tubuline) des analogues de l'isocombrétastatine A-4 ont été reportées préférentiellement sur les lignées cellulaires humaines de cancer du côlon (HCT116), (HT29), (HT15) et (HCT8).

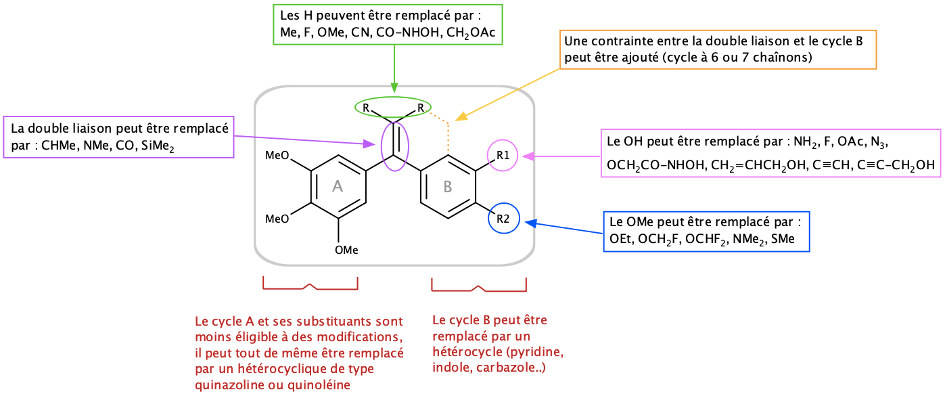
La relation structure/activité de l'isocombrétastatine A-4 a été définie complètement mais un apriori est resté sur les groupements méthoxyle du cycle A

| Substitué au niveau du cycle B |
| Modulation du cycle B          |
| Modulation du cycle A          |

## Enjeux
Le cancer est la deuxième cause de mortalité dans le monde, précédée par les maladies cardiovasculaires. Sur plus de 58 millions de décès en 2005, environ 13% avaient pour cause un cancer et pour y remédier, des efforts majeurs ont été déployés. De nos jours, la recherche médicale travaille sur la découverte de nouvelles molécules plus efficaces afin d’éviter le phénomène de résistance qui, avec les traitements actuels, est de plus en plus rencontré. Les chercheurs ont pu pallier ce problème en créant des traitements d’association cytotoxique (mort cellulaires des cellules tumorales) qui ont permis de réduire les effets secondaires et d’améliorer le confort des malades.
De plus, les traitements actuels utilisés pour les cancers du sein, du poumon, de la prostate, côlon et rectum ne sont utiles que pour diminuer la gravité des tumeurs sans guérir intégralement le patient. C’est pour cela que les chercheurs sont à la recherche d’isomères de la combrétastatine A-4, adoptant un mécanisme de nécrose cellulaire  au lieu d’un mécanisme d’apoptose. En effet, in vivo, l’activité antitumorale de la combretastatine-A4 décroît jusqu’à disparaître entièrement. Cette disparition d’activité est expliquée par le caractère lipophile de la combrétastatine A-4 qui est peu soluble dans l’eau et par l’isomérisation de la double liaison Z, isomère naturel, en E. Dans le cadre expérimental, cet isomère se montre 60 fois moins actif dans les cellules leucémiques de souris, donnant lieu à une pharmacocinétique très faible.
Les isomères trouvés sont appelés iso-combrétastatine A-4. Ces isomères présentent une forme de cytotoxicité grâce à leur concentration inhibitrice médiane (IC50, efficacité d’une molécule pour inhiber une fonction biochimique ou biologique spécifique) de l’ordre du nanomolaire sur un grand nombre de cellules cancéreuses humaines et grâce à leur pouvoir d’inhibition sur la polymérisation de la tubuline avec une IC50 de l’ordre du micromolaire. L'isocombrétastatine A-4 ne présente pas de stéréochimie au niveau de l’éthylène, ce qui va conduire à une stabilité de l’isomère Z qui ne s'isomérise pas, in vivo, en isomère E.
L’activité anti-proliférative et cytotoxique de l’isocombrétastatine A-4 a été testé sur de nombreuses lignées cellulaires humaines et s’est montrée extrêmement efficace avec une IC50 variant de 1 à 8 nanomolaires. Une de ses propriétés importantes est son niveau d’activité sur des lignées résistantes à savoir le cancer du sein résistant (MCF7R), le carcinome colorectal résistant (HCT15R) et la leucémie promyélocytaire résistante (HL60R).